# قصر بن وردان (حماة)
قصر بن وردان قرية سورية تتبع ناحية الحمراء في منطقة مركز حماة في محافظة حماة. بلغ عدد سكانها 467 نسمة في عام 2004 حسب إحصاء المكتب المركزي للإحصاء.

## وصلات خارجية
- الوحدات الإدارية في محافظة حماة نسخة محفوظة 18 أبريل 2019 على موقع واي باك مشين.